# 올림픽 베네수엘라 선수단
올림픽 베네수엘라 선수단은 베네수엘라 대표로 올림픽에 참가하는 선수단이다. 베네수엘라는 1948년 올림픽에 처음 참가한 이후 매년 하계 올림픽에 선수단을 파견해 왔다. 베네수엘라는 1998년부터 동계 올림픽에도 참가했다. 베네수엘라 올림픽 위원회(COV)는 1935년에 창설되었다.
올림픽에 참가한 최초의 베네수엘라 선수는 1948년 런던의 사이클 선수 훌리오 세자르 레온이었다. 1968년 프란시스코 로드리게스는 첫 금메달을 획득했다. 동계 올림픽에 참가한 최초의 베네수엘라인은 1998년 동계 올림픽의 이기니아 보칼란드로(Iginia Boccalandro)였다.
베네수엘라 선수들은 하계 올림픽에서 총 19개의 메달을 획득했으며, 복싱(6개 메달, 금메달 1개, 은메달 3개, 동메달 2개)이 가장 성공적인 스포츠였다. 가장 성공적인 올림픽 선수는 베네수엘라의 유일한 정규 올림픽 멀티 메달리스트인 율리마르 로하스(Yulimar Rojas)로 여자 삼단뛰기에서 금메달 1개와 은메달 1개를 획득했다.

## 종목별 메달 집계
| 종목   |   |   |   | 합계 |
| ------ | - | - | - | ---- |
| 복싱   | 1 | 3 | 2 | 6    |
| 육상   | 1 | 1 | 1 | 3    |
| 펜싱   | 1 | 0 | 0 | 1    |
| 역도   | 0 | 2 | 1 | 3    |
| 사이클 | 0 | 1 | 1 | 2    |
| 태권도 | 0 | 0 | 2 | 2    |
| 사격   | 0 | 0 | 1 | 1    |
| 수영   | 0 | 0 | 1 | 1    |
| 합계   | 3 | 7 | 9 | 19   |

## 같이 보기
- 분류:베네수엘라의 올림픽 참가 선수
- 동계 올림픽에 참가한 열대 국가